# Shingo Adachi
Pour les articles homonymes, voir Adachi (homonymie).
Shingo Adachi (足立 慎吾, Adachi Shingo) est un animateur, character designer et réalisateur d'anime japonais.
Il est notamment connu pour son travail de character design, en particulier sur les adaptations animées de la franchise Sword Art Online, et pour avoir réalisé la série Lycoris Recoil en 2022.

## Biographie

### Débuts dans l'animation
Adachi est originaire de la préfecture d'Osaka. Passionné de dessin dès l'enfance, il rejoint divers clubs de dessin durant sa scolarité jusqu'au lycée, où il dessine fréquemment les personnages de jeu de rôle sur table de ses amis, inspiré notamment par Les Chroniques de la guerre de Lodoss. Il étudie au département d'image et vidéo de l'université des arts d'Osaka, où il a pour objectif professionnel de devenir mangaka et y rejoint un club de recherche sur le manga et l'animation japonaise appelé « CAS »,.
N'ayant pas réussi à se faire embaucher à plein temps dans un studio, il décide de se diriger vers l'animation en se faisant embaucher comme animateur au studio Xebec après que Mitsuru Ishihara (en), son aîné à l'université, l'a invité à rejoindre à l'entreprise.

### Reconnaissance comme chara-designer
Après plusieurs années chez Xebec où il est principalement actif comme animateur, puis comme chara-designer sur les séries animées adaptées de Mega Man Battle Network, il devient animateur indépendant avec sa femme, également animatrice.
Il travaille ensuite principalement pour le studio A-1 Pictures, filiale d'Aniplex. C'est pour des séries de ce studio qu'il va connaître le succès, en particulier en devenant le chara-designer de Sword Art Online, qui deviendra une des séries les plus populaires des années 2010.
En 2018, le site de vidéo à la demande français Wakanim (possédé par Aniplex, producteur des adaptations animées de Sword Art Online) lui commande des personnages qui serviront de mascottes à la plateforme jusqu'à l'arrêt de ses activités quelques années plus tard.

### Carrière de réalisateur
Il fait ses débuts en tant que réalisateur et auteur de série avec la série animée originale Lycoris Recoil en 2022, produite chez A-1 Pictures où il est appelé après la création du concept initial,. La série est un hit surprise, en particulier au Japon où elle est la série de la saison d'été la plus suivie et la série la plus vendue en format physique de l'année 2022. Elle est même remarquée par Hideo Kojima qui en rédigera un commentaire laudatif pour l'adaptation en roman de la série,. Lors des Crunchyroll Anime Awards pour l'année 2022, la série est nommée dans huit catégories, dont celle d'anime de l'année, et gagnera le prix de meilleure série originale.

## Style et influences
Adachi est considéré comme un character designer au style très précis et fluide techniquement, avec un attrait particulier pour les personnages féminins mignons, qu'il considère comme un atout à part entière de ses personnages. Il cite parmi ses influences les animateurs Satoru Utsunomiya (ja) pour son sens du timing et la légèreté du mouvement de ses personnages, et Makoto Uno (ja), chara-designer de Love Hina et Rail Wars! avec qui il a travaillé chez Xebec, pour ses personnages féminins élégants et mignons.
Pour Lycoris Recoil, où il a eu pour consigne de faire une série mélangeant comédie et action en arrivant dans un projet déjà conçu avant son implication dans le projet, il prend le parti de faire une série plus légère et où son écriture reste volontairement éloignée des sujets politiques et militaires du titre, même si la conclusion de la série évoque la dualité entre les penchants utilitaristes des protagonistes et la marginalisation de certains segments de la société dont l'antagoniste fait partie. Son style réside donc moins dans l'action que dans la représentation des émotions, et la mise en scène de la relation entre les deux héroïnes.

## Vie privée
Shingo Adachi est marié à une autre animatrice, Haruko Iizuka (ja), qu'il a rencontré au studio Xebec et avec qui il a notamment travaillé sur Lycoris Recoil. Ils vivent ensemble à Osaka.

## Filmographie
Sauf référence explicite contraire, les informations présentées sur cette section proviennent des cartons de crédits des œuvres mentionnées, ou de bases de données en ligne compilant ces crédits,.

### Séries principales
| Année     | Titre                               | Rôle(s)                                                                                           |
| --------- | ----------------------------------- | ------------------------------------------------------------------------------------------------- |
| 1996      | Martian Successor Nadesico          | Intervalles                                                                                       |
| 1998      | Bakusō Kyōdai Let's & Go!! MAX (en) | Animation clé                                                                                     |
| 1998–1999 | Steam Detectives (en)               | Animation clé                                                                                     |
| 1998–1999 | Super Yo-Yo (en)                    | Animation clé                                                                                     |
| 1999–2000 | Dai-Guard (en)                      | Animation clé                                                                                     |
| 1999–2000 | Zoids: Chaotic Century (en)         | Animation clé                                                                                     |
| 2000      | Love Hina                           | Animation clé                                                                                     |
| 2001      | Zoids: New Century (en)             | Animation clé                                                                                     |
| 2001–2002 | Shaman King                         | Animation clé                                                                                     |
| 2002–2003 | Rockman.EXE                         | Direction d'animation, animation clé                                                              |
| 2003–2004 | Rockman.EXE AXESS                   | Direction d'animation, animation clé                                                              |
| 2004–2005 | Rockman.EXE Stream                  | Direction d'animation                                                                             |
| 2005      | D.I.C.E. (en) (Dinobreaker)         | Direction d'animation, animation clé                                                              |
| 2005      | Negima ! Le Maître magicien         | Direction d'animation, animation clé                                                              |
| 2006      | Rockman.EXE BEAST+                  | Character design, story-board, direction d'animation                                              |
| 2006–2007 | Mega Man Star Force                 | Character design, direction d'animation, animation clé                                            |
| 2007–2008 | Mega Man Star Force Tribe           | Character design, réalisation et story-board de générique, direction d'animation, animation clé   |
| 2008      | Kyō no go no ni                     | Story-board et animation clé du générique (solo), animation clé                                   |
| 2009      | Umi monogatari                      | Animation clé                                                                                     |
| 2010      | La Mélodie du ciel                  | Animation clé                                                                                     |
| 2010      | Working!! (en)                      | Character design, chef-animateur, direction d'animation                                           |
| 2010      | Occult Academy (en)                 | Animation clé                                                                                     |
| 2010      | Motto To Love-ru                    | Direction d'animation, animation clé                                                              |
| 2011      | Fractale                            | Story-board et réalisation d'épisode                                                              |
| 2011      | Working'!! (en)                     | Character design, chef-animateur, direction d'animation                                           |
| 2012      | Sword Art Online                    | Character design, chef-animateur, direction d'animation                                           |
| 2013      | Galilei Donna                       | Character design, chef-animateur, direction d'animation, animation clé                            |
| 2014      | Sword Art Online II                 | Character design, chef-animateur, direction d'animation, réalisation et story-board de génériques |
| 2015      | Working!!! (en)                     | Character design, chef-animateur, direction d'animation                                           |
| 2018      | Sword Art Online Alicization        | Character design, réalisation et story-board de générique, direction d'animation                  |
| 2022      | Lycoris Recoil                      | Réalisateur, scénariste, script et story-board d'épisodes, réalisation de génériques              |

### Films
| Année | Titre                                                          | Rôle(s)                                         |
| ----- | -------------------------------------------------------------- | ----------------------------------------------- |
| 2005  | Rockman.EXE Hikari to Yami no Isan                             | Direction d'animation                           |
| 2005  | Futari wa Pretty Cure Max Heart: Friends of the Snow-Laden Sky | Animation clé                                   |
| 2010  | Welcome to the Space Show (en)                                 | Assistant directeur d'animation                 |
| 2017  | Sword Art Online: Ordinal Scale                                | Character design, chef-animateur, animation clé |
| 2021  | Coming Soon (en)                                               | Character design                                |

### Autres
| Année | Titre                           | Type      | Rôle(s)                          |
| ----- | ------------------------------- | --------- | -------------------------------- |
| 2002  | Love Hina Again                 | OVA       | Animation clé                    |
| 2008  | Tales of Hearts                 | Jeu vidéo | Animation clé de générique       |
| 2013  | Sword Art Online: Extra Edition | OVA       | Character design, chef-animateur |
| 2014  | Minarai Diva                    | ONA       | Character design                 |
| 2018  | Xenoblade Chronicles 2 (DLC)    | Jeu vidéo | Character design additionnel     |
| 2022  | Loop8: Summer of Gods (en)      | Jeu vidéo | Character design                 |